# Elin Frumerie
Elin Frumerie, född 6 november 1883 i Norberg, Västmanland, död 18 november 1966 i Kungsholms församling, Stockholm, var en svensk målare.
Som konstnär var hon autodidakt. Hon genomförde studieresor till Frankrike, England och Italien 1922–1932. Tillsammans med sin man ställde hon ut på Gummesons konsthall 1932 och 1940. Frumerie medverkade i Nationalmuseums akvarellutställning 1947.
Hon var dotter till godsägaren Gustaf Nyström och Charlotta Öström och från 1932 gift med Ossian Frumerie. Makarna Frumerie är begravda på Norra begravningsplatsen utanför Stockholm.